# 常珍奇
常 珍奇（じょう ちんき、生没年不詳）は、中国の南北朝時代の軍人。本貫は汝南郡。

## 経歴
南朝宋に仕えて、司州刺史となった。泰始2年（466年）、薛安都らとともに劉子勛を擁立した。劉子勛が敗死すると、珍奇は北魏に使者を派遣して、長社鎮で降伏を願い出た。北魏の献文帝は殿中尚書の西河公拓跋石を都将として、応対のために派遣した。中書博士の鄭羲が拓跋石の下で参軍事となった。拓跋石らが上蔡まで進軍すると、珍奇は文武の官を率いて出迎えた。鄭羲は珍奇の不平の相を見抜いて、拓跋石に迅速に入城するよう説いた。珍奇は北魏の持節・平南将軍・豫州刺史となり、河内公の爵位を受けた。
泰始4年（468年）、子の常超が平城に召還されることとなったが、母の胡氏が送りたがらず、ひそかに宋と通じた。拓跋石が汝州・徐州の攻撃に向かった隙に、珍奇は懸瓠で起兵して、その城の東門を焼き、300人あまりを斬った。上蔡県・安成県・平輿県の住民を攫って、灌水に駐屯した。珍奇は宋の明帝により使持節・都督司北豫二州諸軍事・平北将軍・司州刺史・汝南郡太守とされ、新蔡県侯に封じられた。子の常超は輔国将軍・北豫州刺史に任じられ、安陽県男に封じられた。拓跋石が取って返して珍奇の軍を攻撃すると、珍奇は大敗を喫した。珍奇は自陣に火を放って、単騎で逃亡した。子の常超は苦城まで逃れたが、人に殺された。末子の常沙弥は捕らえられて平城に送られ、宮刑を受けて宦官にされた。

## 伝記資料
- 『魏書』巻61 列伝第49
- 『北史』巻39 列伝第27